# El Cafè de la Marina (pel·lícula de 1933)
El Cafè de la Marina és una pel·lícula catalana de 1933 escrita i dirigida pel cineasta Domènec Pruna, basada en l'obra teatral homònima de Josep Maria de Sagarra. Va ser estrenada a Barcelona el 1934, i es considera el primer llargmetratge rodat originalment en llengua catalana.
Va ser produïda per Orphea Films; el director de fotografia va ser Adrien Porchet, el muntatge va anar a càrrec d'Antonio Graciani i la música va ser composta per Lorenzo Torres Nin Demon. Els decorats van ser obra del pintor Pere Pruna, germà del director, i els exteriors van ser rodats a El Port de la Selva, amb el so enregistrat en directe.
La pel·lícula es va estrenar el 23 de febrer de 1934 al Cine Urquinaona de Barcelona, on es va exhibir durant una setmana. Un incendi va destruir les còpies de la cinta, tot i que s'han conservat fotogrames i algunes fotos del rodatge.

## Repartiment
- Gilberta Rougé o Rouger: Caterina
- Pere Ventaiols o Ventanyols: Claudi (versió en català)
- Rafel Rivelles: Claudio (versió en castellà)
- Ramon Tor: El Libori, pare de la Caterina i amo del cafè
- Genoveva Ginestà: Rosa
- Rosita de Cabo: amiga de la Rosa
- Paquita Torres: Rufina
- Verdugo: Enric
- Rafael Moragas, Moraguetes: mariner borratxo
- Sebastià Gasch: mariner ubriac
- Manuel Font, el caricaturista i humorista gràfic Siau
- Ricard Gascón
- Teodor Busquets
- Villà: mariner
- Penedès: mariner

Altres intèrprets van ser Vicenç Peidró, Senyora Simó, Manolita de Oya, Josep Vitervo, Pepita Tort, Corberó, Tina Buj, Farsac, Nicolau Barquet, Margarita Ortega, Ofelia Ortega i Carme Torres.

## Producció
El pintor Pere Pruna i Ocerans, germà del director, s'encarregà dels figurins, els decorats i la direcció artística en general. Al Diccionari del cinema a Catalunya també s'esmenten les seves germanes, la "Pepita", "Pepeta" o Josefa Pruna i l'Angelina Pruna, com a secretària de rodatge i muntadora, respectivament, però no s'indica si treballaren en aquest projecte o en alguns altres. El muntatge final passà per diverses mans.
Aquesta adaptació del poema dramàtic de Sagarra és considerada el primer llargmetratge produït a Catalunya en català; si bé se'n va rodar simultàniament una doble versió en castellà, d'acord amb un contracte signat per Lemoine, cap dels Estudios Orphea Film de Barcelona. El rodatge s'inicià al juliol de 1933, amb els interiors a l'estudi dels Orphea i els exteriors a Port de la Selva. Rodat en prosa, el cost de la producció va ser reduït. Es va estrenar al cinema Urquinaona de Barcelona, però només va romandre en cartellera una setmana. La versió en castellà es va estrenar a Bilbao el 1934, però a Madrid no ho feu fins a l'any 1941. Un incendi va destruir les còpies de la cinta, tot i que en romanen fotogrames o algunes fotos del rodatge.